# مونيرو
مونيرو (بالإنجليزية: MONERO) هي عملة معماة مفتوحة المصدر أنشئت في أبريل 2014 و هي تركز على الخصوصية واللامركزية. بعبارة أخرى، لا تكشف معاملات مونيرو عن هوية المُرسِل أو المُستقبِل أو قيمة المبلغ المُرسل.
بدلاً من الكشف عن عنوان المُرسِل الحقيقي، تستخدم مونيرو عناوين خفية تشبه إلى حد ما عناوين وهمية، حيث تعرض مجموعة من العناوين المحتملة بدلاً من العنوان الحقيقي، مما يجعل من الصعب تحديد هوية المُرسِل الحقيقي.

## روابط خارجية
- مونيرو على موقع Open Hub (الإنجليزية)
- الموقع الرسمي